# 아사쿠라가이도역
아사쿠라가이도역(일본어: 朝倉街道駅)은 일본 후쿠오카현 지쿠시노시에 위치한 서일본 철도 덴진오무타 선의 역이다. 역 번호는 T15이다.

## 역사
- 1924년 4월 12일: 규슈 철도의 역으로 영업 개시와 동시에 아사쿠라 궤도가 후쓰카이치 ~ 하리스리자키 역간 환승역으로 신설.
- 1939년 8월 21일: 아사쿠라 궤도 전 구간 운행 정지에 따라 아사쿠라 궤도의 역이 휴지.
- 1940년 4월 19일: 아사쿠라 궤도 완전 폐지로 인하여 규슈 철도의 단독역이 됨.
- 1942년 9월 22일: 서일본 철도의 역이 됨.
- 1969년 3월 1일: 급행 정차역이 됨.
- 1974년: 역사 개축.
- 2008년: IC카드 nimoca 사용 개시.
- 2017년 2월 1일: 역 번호 도입.

## 역 구조
상대식 승강장 2면 2선의 지상역이다. 개찰구는 1번 승강장으로 이어지는 1곳으로 2개의 승강장은 과선교로 연결된다.

### 승강장
| 1 | ■ 덴진오무타 선 | 하행 | 지쿠시・구루메・오무타 방면     |
| 2 | ■ 덴진오무타 선 | 상행 | 후쓰카이치・후쿠오카(덴진) 방면 |

## 이용 현황
| 연도 | 1일 평균 승차 인원 | 1일 평균 승하차 인원 |
| ---- | ------------------ | -------------------- |
| 2000 | 6,633              | 13,504               |
| 2001 | 6,362              | 12,986               |
| 2002 | 6,118              | 12,523               |
| 2003 | 6,033              | 12,377               |
| 2004 | 5,874              | 12,030               |
| 2005 | 5,970              | 12,181               |
| 2006 | 6,118              | 12,329               |
| 2007 | 6,077              | 12,192               |
| 2008 | 6,241              | 12,377               |
| 2009 | 6,433              | 12,775               |
| 2010 | 6,381              | 12,747               |
| 2011 | 6,279              | 12,516               |
| 2012 |                    | 12,355               |
| 2013 |                    | 12,673               |
| 2014 |                    | 12,288               |
| 2015 |                    | 12,633               |
| 2016 |                    | 12,835               |

## 역 주변
- 국도 제3호선
- JR 규슈 가고시마 본선 덴파이잔 역
- 이온 몰 지쿠시노
- JT 규슈 공장

## 인접역
| 서일본 철도 ■ 덴진오무타 선                         | 서일본 철도 ■ 덴진오무타 선 | 서일본 철도 ■ 덴진오무타 선 |
| --------------------------------------------------- | --------------------------- | --------------------------- |
| T13 니시테쓰후쓰카이치 니시테쓰 후쿠오카(덴진) 방면 | ■ 급행                      | 지쿠시 T17 오무타 방면      |
| T14 무라사키 니시테쓰 후쿠오카(덴진) 방면           | ■ 보통                      | 사쿠라다이 T16 오무타 방면  |